# Spring (seizoen 3)
Het derde seizoen van de Vlaamse jongerensoap Spring werd uitgezonden in 2005.
Vorig seizoen: seizoen 2
Vervolg: seizoen 4

## Rolverdeling
- Tania Kloek - Pia Bertels-Deroover
- Jelle Cleymans - Evert Van Bellum
- Anneleen Liégeois - Katrijn Van Asten
- Cara Van der Auwera - Chantal Goegebuer
- Damian Corlazzoli - Xavier Lejeune
- Steven Bossuyt - Pieter Van Asten
- Kobe Van Herreweghe - David Vercauteren
- Jenna Vanlommel - Tina 'Tien' Smolders
- Véronique Leysen - Roxanne Boisier
- Timo Descamps - Jo De Klein
- Herman Boets - Roger Van Asten
- Annemarie Picard - Arlette Grauwels
- Mieke Bouve - Marie-France Van Mechelen
- Ben Van Ostade - Christian Goegebuer
- Peter Thyssen - Claude Jespers
- Eddy Vereycken - François Lejeune

Gasten: Sofie Van Moll (Evi), Tim Van Hoecke (Arne), Marc Verbruggen (Luc), Alain Van Goethem (Deathleff)

## Plot
- In het derde seizoen zijn de jongens en meisjes elk apart bezig met hun toekomst. Evi is in Londen gaan studeren, Maggy is voor een paar dagen in Parijs, Katrijn wil professioneel danseres worden en Evert wil een carrière als singer-songwriter. Pieter heeft een nieuwe hobby, motorracen, en Tien wil haar rijbewijs halen. Wanneer Roger met het slechte nieuws komt dat Maggy op weg naar huis om het leven is gekomen in een auto-ongeval vallen alle dromen in duigen. Maar na de crematie van Maggy wil iedereen er weer voor gaan, want zo zou Maggy het gewild hebben.

- Xavier koopt met het geld dat Maggy hem heeft nagelaten een nieuwe gitaar en versterker, en wordt aangenomen als gitarist bij de populaire groep Black Slash. Om een echte Black Slasher te kunnen worden moet Xavier een tatoeage laten zetten, maar daar is hij niet echt voor te vinden. Wanneer er een nieuw meisje, Roxanne Boisier, in de studio komt dansen wordt hij tot over zijn oren verliefd. Roxanne laat hem verstaan dat ook zij een tatoeage niet zo mooi vindt, en dus besluit Xavier voor haar Black Slash op te geven.

- Luc de manager heeft goed nieuws voor Spring: hij heeft een zaal voor hun verjaardagsconcert kunnen vastleggen. Roxanne heeft duidelijk danstalent en kan dat laten zien in een nieuwe dansopdracht voor de televisie.

- Er wordt een tropicalfuif georganiseerd in Spring. Wanneer Xavier en Roxanne elkaar kussen, staat iedereen versteld. De fuif wordt onderbroken door een notaris met slecht nieuws: Spring wordt verkocht.

- Arne duikt plots weer op aan het basketbalpleintje en daar zijn de jongens en meisjes van Spring niet zo tevreden mee. David begint te panikeren als Katrijn met Arne heeft afgesproken. Arne zegt dat hij veranderd is, hij komt met goede bedoelingen. Xavier wil samen met Roxanne naar Thailand en begint loterijlotjes te kopen zodat hij veel geld kan winnen. Bij de openbare verkoop wordt Spring verkocht aan Marie-France. Maar zij wil er een fotostudio van maken. Xavier wint de lotto maar wil met het geld Spring kopen, samen met het geld van danslerares Pia heeft hij net genoeg. Zo kan hij de droom van zijn zus voortzetten.

- De manager van Spring zit met hun muziek in Londen om hen daar te kunnen laten doorbreken. Maar hij laat zo lang niets van zich horen, dat Evert ongerust wordt. Wanneer Evert een lied van Spring in het Engels op de radio hoort, weet hij dat Luc hun muziek heeft doorverkocht. Pia wordt de nieuwe danslerares van Spring, ze heeft samen met Xavier de dansstudio kunnen kopen.

- Pieter vertrekt naar Australië. Hij is gevraagd om testpiloot te worden en zo de wereld rond te reizen. Pieter grijpt deze kans en zorgt zelf voor een nieuwe bassist; Jo De Klein, die ook kunstschilder is. Er wordt een afscheidsfuif voor Pieter gehouden.

- Chantals vader Christian keert tijdelijk terug naar België en vraagt haar of ze niet bij hem wil komen wonen in Canada. Chantal twijfelt en blijft in België wonen maar haar vader begrijpt dat.

- Er komt een regisseur bij Pia, hij wil een docusoap maken over Spring. Pia aanvaardt zijn voorstel omdat er op deze manier gratis reclame wordt gemaakt voor haar dansschool. Jo gaat op zoek naar een nieuwe manager voor de band. Wanneer die nieuwe manager Evert voorstelt om solo te gaan, weet Evert niet meer wat hij moet doen. Uiteindelijk kiest hij voor zijn vrienden en blijft hij in Spring. Zowel Roxanne als Katrijn willen de nieuwe solodanseres van Spring worden. Roxanne is jaloers op Katrijn.

- Luc Cortens komt opnieuw naar Spring en sluit een deal met Xavier. Hij moet hem de laatste nieuwe nummers van Spring geven in ruil voor veel geld. Maar Xavier besluit het goede te doen en de politie in te schakelen: Luc wordt opgepakt.

- Als Jo uit zijn flat wordt gezet, stelt Arlette, de moeder van Katrijn, voor dat hij in de kamer van Pieter komt wonen. Spring vindt uiteindelijk toch nog een zaal voor hun verjaardagsconcert en Pieter zorgt voor een leuke verrassing door even terug mee te spelen met de groep.